# S.C. Vlaardingen Holy
S.C. Vlaardingen Holy is een Honk- en Softbalvereniging uit Vlaardingen, in de Nederlandse provincie Zuid-Holland. Het is aangesloten bij de Koninklijke Nederlandse Honk- en Softbalbond.

## Geschiedenis
De vereniging S.C. Vlaardingen-Holy is opgericht op 1 maart 1960 als honkbalafdeling van de Vlaardingse Football Club (VFC). Een van de mede-oprichters was Koos Smit, naar wie ook het pad voor het clubhuis van de vereniging is vernoemd. Op 1 maart 1969 splitste de vereniging zich af van VFC en ging zelfstandig voort onder de naam Vlaardingse Honkbal Club “Holy”. Vanaf 1 januari 1974 is er ook damessoftbal te spelen. Op 26 november 1977 is de vereniging samengegaan met de v.v. “Sport Club Rotterdam” en onder de naam “S.C. Vlaardingen-Holy” voortgezet. Herensoftbal werd toegevoegd op 1 januari 1979. In 2020 bestond de club 60 jaar.

## Accommodatie
Op het terrein van Holy bevindt zich 1 honkbalveld, een zogeheten combiveld. In het linkerveld is een softbal/jeugdhonkbalveld uitgezet. Het speelveld is verlicht door middel van acht grote lichtmasten en beschikt over vaste dug-outs. Het veld is eigendom van de Gemeente Vlaardingen en zij is tevens juridisch eigenaar van het clubgebouw en de vijf kleedkamers. De vereniging is de economische gebruiker. Het terrein omvat twee bescheiden tribunes, een slagkooi bij de ingang en een bullpen c.q. slagkooi naast het hoofdveld en een materiaalruimte. In 2016 is het veld volledig gerenoveerd in opdracht van de Gemeente Vlaardingen.

## Teams
Honkbal
De vereniging bestaat in 2024 uit drie honkbalteams, 
De selectie speelt in de 3e klasse. De coaches zijn Lé Bonafasia en Kurtwin Otto.
Softbal
De vereniging bestaat in 2024 uit vijf (fast-pitch) softbalteams.
Het 1e heren softbalteam speelt in de Hoofdklasse.
De coach is Noranchelo Bonafasia. Eveneens is er gelegenheid voor slowpitch softbalwedstrijden.
G-Honkbal
Sinds begin 2014 is er ook aandacht voor G-honkbal.
Dit is een aangepaste vorm van honkbal en is een zeer geschikte sport voor mensen met een (verstandelijke) beperking.
De vereniging biedt ook mogelijkheden voor het spelen van Slagbal en de nieuwe 'urban' variant van het honkbal Baseball5.

## Resultaten
- 2006 4e plaats
4e klasse F
- 2007 8e plaats
4e klasse E
- 2008 6e plaats
4e klasse E
- 2009 3e plaats
4e klasse E
- 2010 1e plaats
3e klasse E
- 2011 2e plaats
2e klasse C
- 2012 3e plaats
2e klasse C
- 2013 4e plaats
2e klasse C
- 2014 8e plaats
2e klasse D
- 2015 4e plaats
2e klasse D
- 2016 7e plaats
2e klasse D
- 2017 5e plaats
2e klasse C
- 2018 4e plaats
2e klasse C
- 2019 1e plaats
2e klasse A
- 2020 10e plaats
1e klasse A
- 2021 4e plaats
3e klasse A
- 2022 7e plaats
3e klasse A
- 2023 5e plaats
3e klasse A
- 2024 9e plaats
3e klasse A
- 2025
3e klasse B

- 1e klasse
- 2e klasse
- 3e klasse
- 4e klasse

## Festiviteiten
De jaarlijks terugkerende festiviteiten zijn: De seizoensopening, het familietoernooi, het bedrijventoernooi, diverse (waaronder school) honkbal- en softbal (en slowpitch)toernooien, jeugdtoernooien, een jeugdkamp, de Grote Clubactie en als afsluiting van het seizoen de Best Hitter & MVP Awards avond. Deze evenementen vinden verdeeld over het jaar plaats. Voor de jaarlijkse honk- en/of softbaltoernooien worden door teams uit de regio en daarbuiten ingeschreven.